# Шукай і знайди
«Шукай і знайди» («Open your eyes») — сингл гурту «Фліт». На момент виходу синглу планувалося, що пісні, представлені в ньому, будуть з майбутнього четвертого студійного альбому, і так і було анонсовано. Але після того гурт зазнав великих кадрових змін (з чотирьох учасників у гурті залишився лише Андрій Марків), і в четвертий альбом, який отримав назву «Вихід є!», дані композиції не потрапили.

## Список композицій
1. «Шукай і знайди»
2. «Open your eyes»

## Склад гурту
- Новіков Володимир — вокал, гітара;
- Марків Андрій — гітара;
- Копієвський Михайло — бас;
- Озарко Ігор — ударні.